# Taling Chan
Taling Chan (tiếng Thái: ตลิ่งชัน) là một trong các 50 quận (khet) của Bangkok, Thái Lan. Các quận giáp ranh, theo chiều kim đồng hồ từ phía bắc là: Amphoe Bang Kruai của tỉnh Nonthaburi, Bang Phlat, Bangkok Noi, Bangkok Yai, Phasi Charoen, Bang Khae và Thawi Watthana của Bangkok.

## Lịch sử
Taling Chan trước đây là một huyện thuộc tỉnh Thon Buri. Hiện Thon Buri đã được sáp nhập vào Bangkok. Năm 1998, một phần của quận này đã được tách ra vào quận mới Thawi Watthana.

## Các đơn vị hành chính

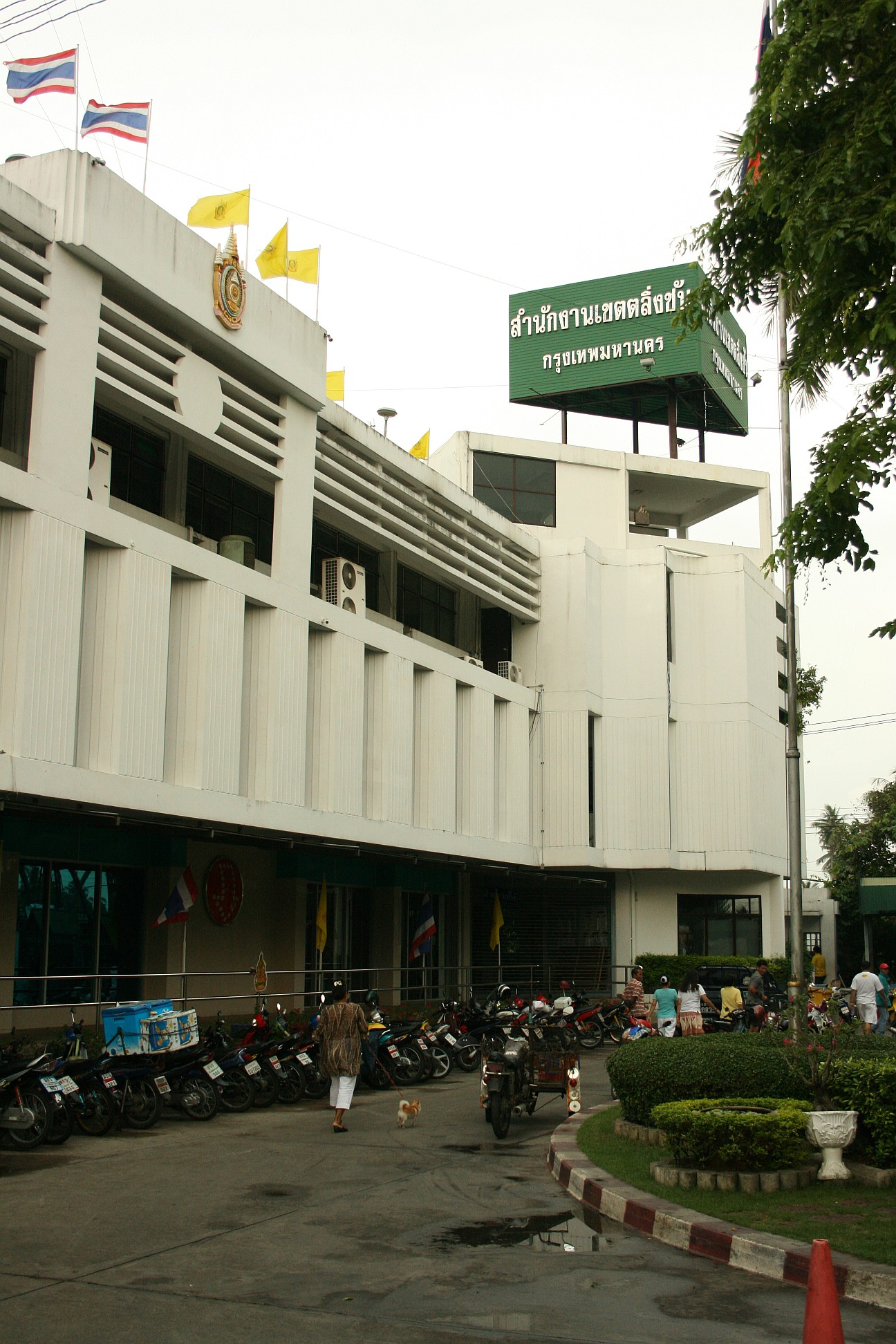
Văn phòng quận

Quận này được chia thành 6 phó quận (kwaeng).
| 1. | Khlong Chak Phra | คลองชักพระ  |
| 2. | Taling Chan      | ตลิ่งชัน      |
| 3. | Chim Phli        | ฉิมพลี       |
| 4. | Bang Phrom       | บางพรม     |
| 5. | Bang Ramat       | บางระมาด   |
| 6. | Bang Chueak Nang | บางเชือกหนัง |